# 鹧鸪江大桥
鹧鸪江大桥，也叫双拥大桥，位于广西壮族自治区柳州市，是一座单主缆悬索桥，桥型新颖独特，属国内首创，双拥大桥主桥采用单主缆地锚式悬索桥，主梁跨径为40米+430米+40米，桥塔采用人字形桥塔，塔高106米，垂跨比为1/9。